# 黄球蜜环菌
黄球蜜环菌是蜜環菌屬的一種蕈類，廣泛分佈於澳大利亚南部，亦有阿根廷與智利的標本經序列分析後被認為可能屬於本種，此分佈範圍顯示本種是一種相當古老的物種，可能在岡瓦那大陸分裂以前就已出現。本種真菌是重要的植物病原菌，可以感染桉樹而導致根腐病，最終造成森林梢枯，是澳洲的六種蜜環菌屬真菌中分布最廣、致病性最高者。本種的子實體多在秋季（3-4月）出現於受其感染的樹木的基部或其他木質部位，蕈傘為奶油色至棕黃色，直徑約10公分，菌柄可高達20公分、粗1.5公分，子實體可食，但需先煮熟以消除苦味。
本種最早發現在澳大利亚東南部的桉樹種植園中，並於1978年被描述發表。被其感染的樹木可能經過多年才會出現明顯症狀，造成人們對此疫病盛行狀況的低估，有研究顯示本種真菌在桉樹林中的傳播，可能與樹木被砍伐後留下的殘幹（stump）有關。本種造成的感染至今仍無有效方法防治。分子系統發生學的研究顯示蜜環菌屬中，本種與A. montagnei的親緣關係最近，而兩者與分布於巴西的A. paulensis關係亦相當接近。

## 分布

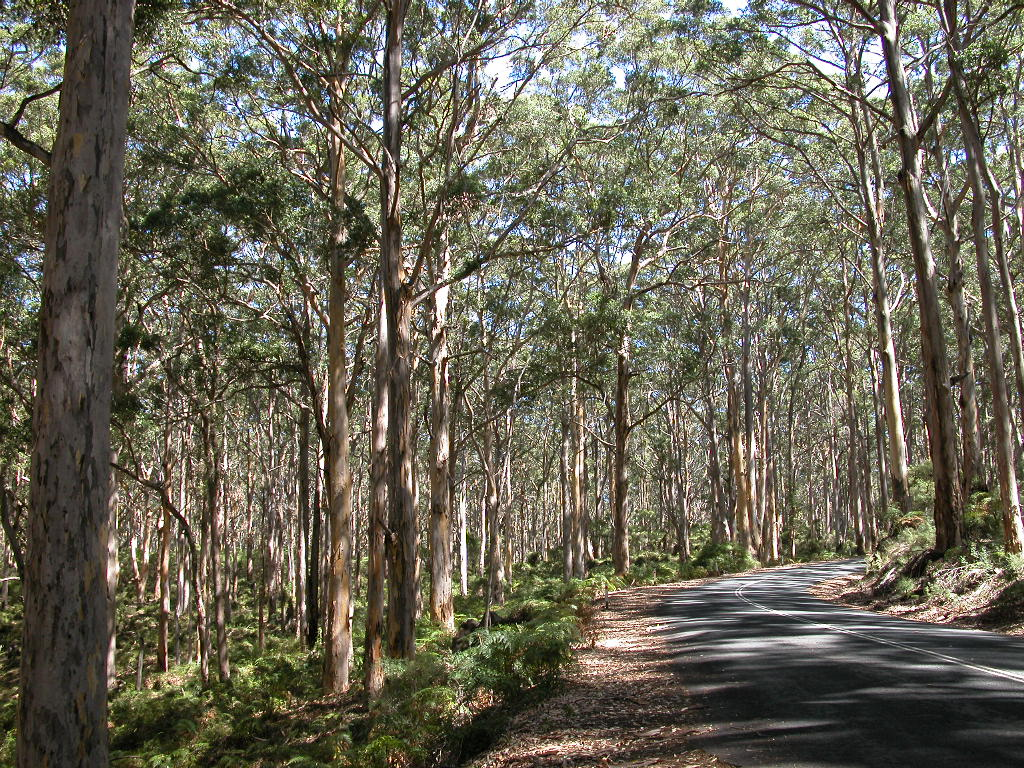
A. luteobubalina常見於变色桉树林中。圖為西澳洲的一處變色桉樹林

本種出現於澳大利亚東南部（包括昆士蘭省東南部、新南威爾斯省、維多利亞省以及南澳大利亚省的東南部）、澳大利亚西南部（西澳洲西南部）與塔斯馬尼亞島，也分布於南美洲的阿根廷與智利，2003年的一篇研究分析各種蜜環菌的基因序列，認為本種是一個相當古老的物種，可能在岡瓦那大陸分裂前就已出現，現在南美洲與澳洲的族群已經歷長期的地理隔離，之後有可能會被認為是兩種不同的物種。在澳洲，生長在变色桉树林的族群蕈傘顏色較生長於赤桉樹林者黃。子實體通常長於樹上，尤以殘幹周圍為大宗，通常大量子實體會一起出現，在4月-7月間皆可出菇，不過最常見的時間是5月下半。本種在桉樹林中相當常見，亦可入侵花園與果園，對該些地方的樹木造成破壞。

## 发现与研究
本種早於1978年由蘇格蘭真菌學家羅伊·瓦特林與格倫·凱爾（Glen Kile）在澳大利亚維多利亞省特拉拉爾根的一座杏仁桉種植園中觀察描述。該園中有樹木受未知病原感染而死，枯死的樹木基部有蜜環菌出現，研究團隊調查後判定此感染屬於原發感染（primary pathogen），但當時澳大利亚已知的蜜環菌屬物種都只能造成次發感染（secondary pathogen），感染已受其他病原侵害的植物，無可造成原發感染者，進一步的研究發現感染是新種蜜環菌造成，並將其命名為Armillaria luteobubalina，截至2000年，本種真菌是澳洲唯一一種能造成原發感染的蜜環菌。本種的散播主要並非透過孢子，而是透過根系中菌絲的生長，其生長速度約為每年2.5公尺。
蜜環菌百年來都被認為是一個同種多型的物種，分佈範圍廣泛，不同族群感染的宿主與致病能力差異亦十分巨大，是分類學的難題之一，直到1973年，芬蘭真菌學家維科·辛提卡提出一種區分不同種蜜環菌的方法：在同一個培養基上分別接種不同的蜜環菌孢子，再觀察它們形成菌落的形態，透過此法，真菌學家才發現分布於歐洲與北美的密環菌是一個複合種，應該拆分成5-10種不同的物種。羅伊·瓦特林與格倫·凱爾比較了本種與其他蜜環菌屬真菌的巨觀與微觀特徵，認為其與其他種的差異足以發表為新種，其種小名中的luteo拉丁文意為「黃色」，用以強調其與其他物種的主要區別：蕈傘呈明顯的黃色。
2009年，一項分子系統發生學研究以rDNA序列分析蜜環菌屬物種間的親緣關係，結果表明南美洲的本種樣本與A. montagnei構成一個單系群，兩者形態亦十分相似，不過前者的孢子較後者的為小。而包含所有本種樣本以及A. montagnei樣本的演化支則與A. paulensis互為姊妹群。同年另一項分析果膠酶序列的研究則表明本種與紐西蘭的A. limonea親緣關係最近，其結果與2003年與2006年的其他研究結果吻合。另外也有研究表明澳洲西南部與東南部的本種基因序列分歧已久，可能已經過長期的地理隔離，甚至已發生一定的生殖隔離。

## 形态特征

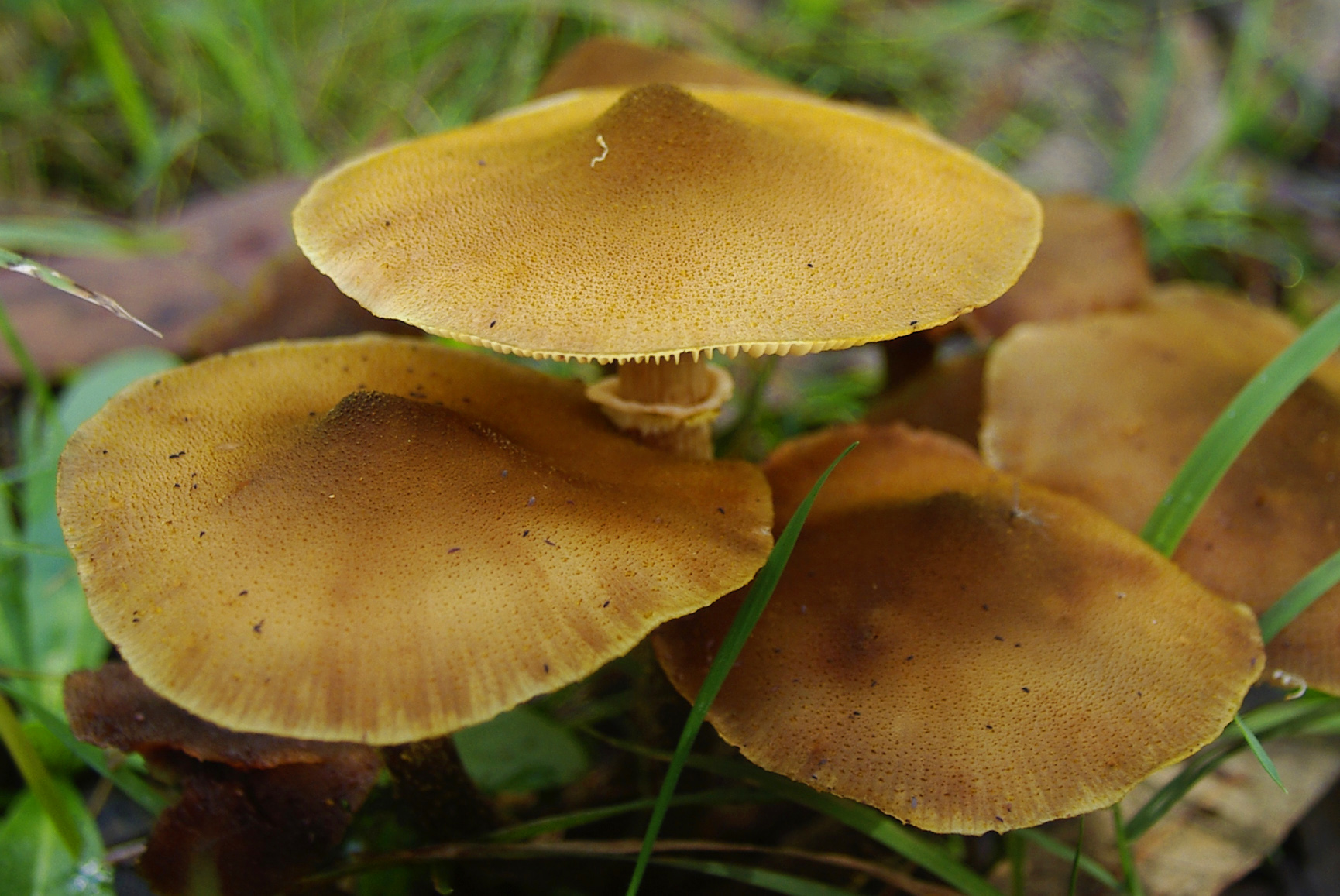
本種子實體的蕈傘上有鱗片與殼頂

本種蕈傘直徑可達10公分，形狀平坦而帶有微凸，中間有殼頂突起，呈乳黃色、黃色至黃褐色，蕈傘表面有一些鱗片而觸感粗糙，較新的子實體菌蓋邊緣可能稍微往內捲曲。其蕈褶抵達蕈柄前先突然變短，再往蕈柄延伸（Sinuate），蕈褶初時呈乳白色，成熟後漸轉褐色，有時邊緣會有黃鏽色的斑點。其蕈柄與蕈傘的中間連接，可長達20公分、粗1.5公分，基部較頂部稍粗，有時甚至狀似球莖，蕈柄上並有許多細絲附著。本種亦具有蕈環，呈黃色下垂狀，邊緣不規則。菌髓為白色，在蕈柄中的菌髓質地堅硬、呈絲狀。本種雖吃起來有些苦味，但仍是可食的，且烹煮有助於消除苦味。

### 微觀構造
本種新鮮時孢子印為白色，漸乾燥後則呈乳白色，擔孢子表面光滑，呈卵形至橢球形，大小約為6.5-7.5微米乘以4.5-5.5微米，梅澤試劑檢測結果為陰性（即不含有澱粉），擔子為厚壁、亦呈透明，基部沒有扣子體，一個擔子上通常產生四枚擔孢子，但有時只產生兩枚，小梗（擔子與擔孢子相連的結構）長約4微米。褶缘囊状体（即位於蕈褶邊緣的囊狀體）為厚壁且透明，呈棒狀，大小約為15-30乘以6-10微米。

#### 菌絲索
本種真菌的菌絲體可以形成菌絲索以及複雜的疏水結構以增加氣體的通透性，其菌絲生長成隆起的菌落，隆起的外殼下方有空氣通透，外殼上亦有數個小孔，小孔下方有菌絲索，為中空的管狀構造，形狀類似植物的根部，小孔上方則則有多條菌絲組成的束狀構造，這些構造使本種可以在氧氣濃度較低的環境生存，使本種可以感染植物根部等可能局部缺氧的環境，且因其疏水的特性，可避免菌絲體中水份淤積，對其致病性相當重要。不過其他種蜜環菌可能也具有類似構造。另外本種的菌絲索與澳洲的其他蜜環菌同為二叉分枝，有研究結果顯示相較於單軸分枝的部分北半球種類，擁有二叉分枝的菌絲索的蜜環菌感染樹木後的侵略性較強、感染後在兩年內致死的比例較高。另外，菌絲索除了通風，有研究發現其側枝還有吸收養分的功能。

### 相似物種
A. hinnulea分布範圍與本種部分重疊，但前者只分布於山坡上的沖溝之中，A. fumosa則較為罕見，主要出現在相對乾燥、只有季節性降雨的環境。本種與A. montagnei蕈傘外形十分相像，生食時也都有苦味，不過後者蕈傘稍帶橄欖色，且擔孢子大小較大，有9.5-11乘以5.5-7微米，蕈環也較本種來的明顯。A. limonea的菌絲體型態與本種差異甚大，可用以與本種鑑別
。A. novae-zelandiae蕈傘較粘、平坦，A. pallidula的特徵則是蕈褶呈乳狀，且成熟後蕈褶會轉為淡粉紅色，分布於澳洲緯度較低的地方。由於本種的致病能力比其他種蜜環菌都高，鑑別本種對防治病害相當重要，過去只能在子實體萌發的季節才有辦法以外形或孢子等微觀特徵鑑定物種，2002年，一篇研究發表了一種以分子技術鑑定澳洲蜜環菌的方法，從菌絲體萃取DNA，再經過聚合酶連鎖反應與限制酶切割後，即可進行電泳，以條帶特徵判斷物種。

## 根腐病

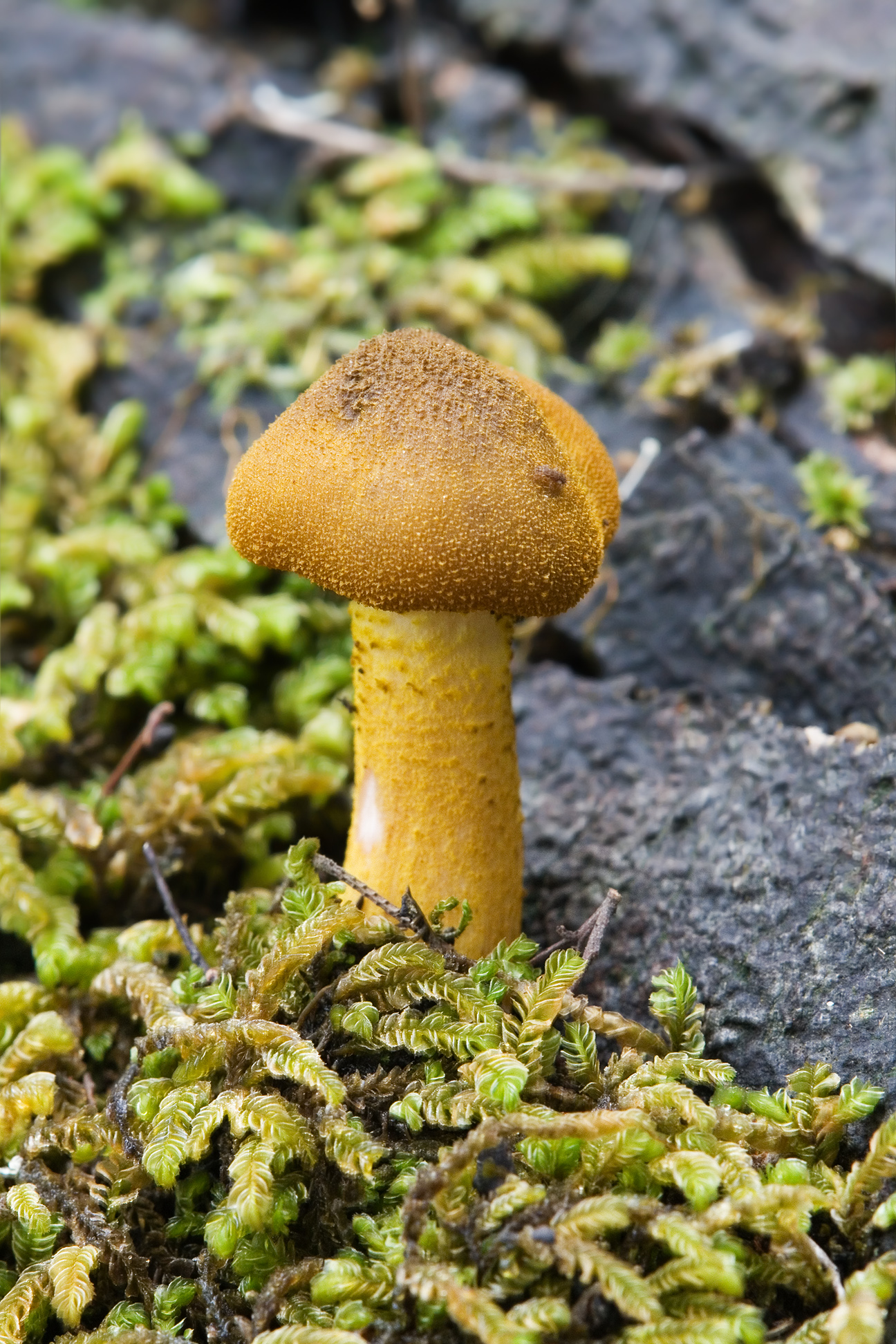
本種真菌剛產生的子實體，攝於塔斯馬尼亞島東南部的維琅塔森林

#### 外觀
被本種真菌感染的樹木在地上、地下的部位都有症狀顯現。地上的部分，大量子實體會在樹木的基部出現，且基部會出現倒V字形的蝕紋，並因邊材的纖維素與木質素被分解而產生白腐現象（white rot），高度在3公尺以下的樹皮可能因被感染而壞死褪色，樹冠可能漸漸凋萎，全株植物也可能快速死亡。而在地下的部分，樹木的根尖也會腐爛，邊材亦有白腐發生，壞死的樹皮下方可見呈扇形的白色菌絲體。

#### 感染程度
在維多利亞中央高地受一定程度砍伐的桉樹林中，據統計有3-5%的區域受本種造成的根腐病感染。澳洲多數的蜜環菌皆屬次發病原菌，亦即只能感染已受其他病原感染的樹種，而不能感染健康的樹木，但本種是少見的可以造成原發感染的病原真菌。判定樹木是否受本種感染的依據通常是觀察基部是否有蝕痕，以及是否有子實體出現，因應本種出菇的季節，多在秋季進行，但植物的根部受到感染後，可能經過數年才會出現地上部分的症狀，還有些樹木感染後沒有出現症狀，使研究者難以準確評估其感染狀況，一項研究將地下部的感染情況加入判定依據，結果顯示觀察地上部的判斷方法只能檢測出半數的本種感染，而嚴重低估真實病害程度，該研究結果顯示澳洲西部許多25-30年的变色桉树林中，可能有高達40-45%的樹木被本種真菌所感染。

#### 傳播

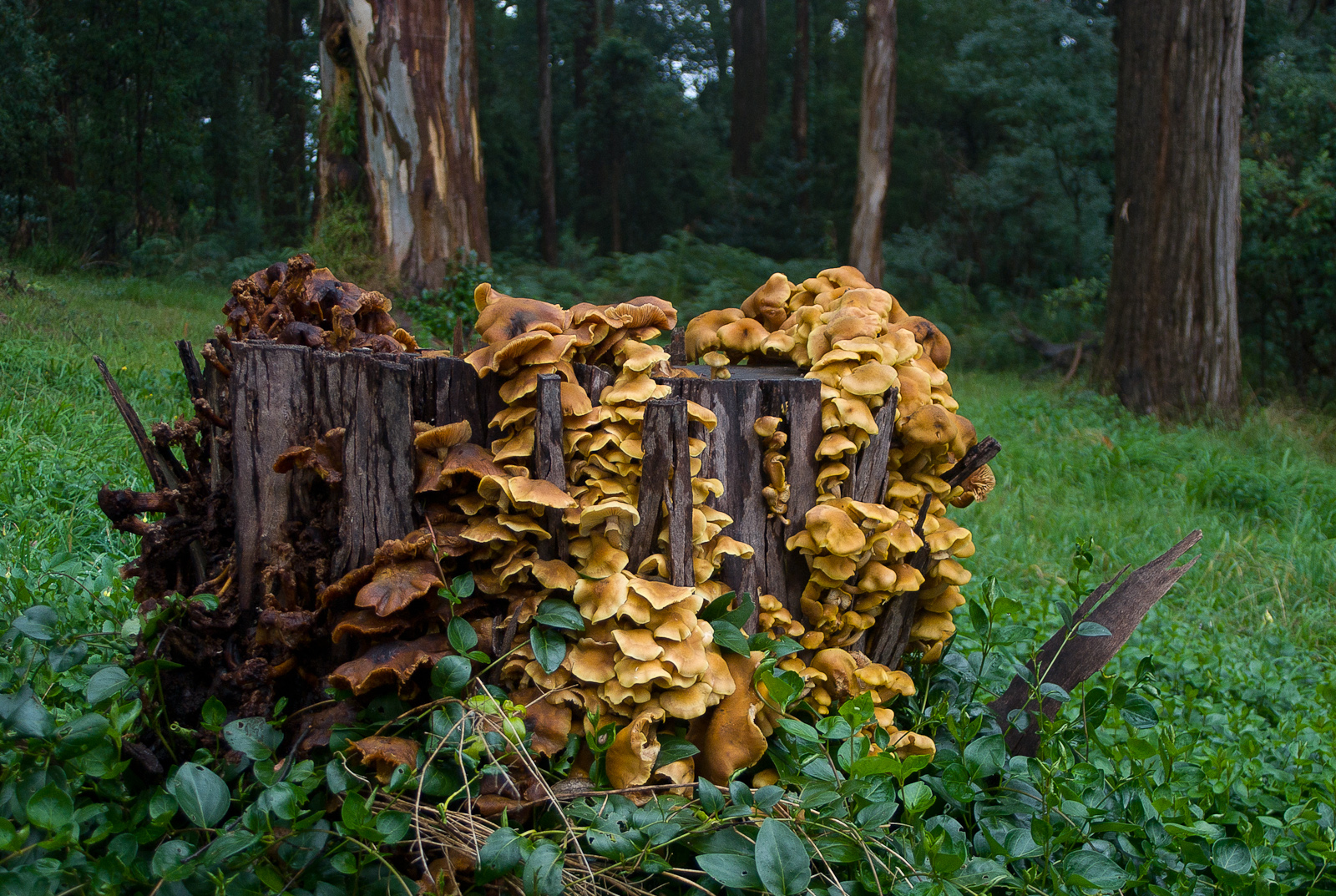
樹木殘幹上出現大量本種的子實體

許多研究顯示按樹林中本種真菌感染的傳播，與樹林遭到砍伐後，殘留被感染的殘幹有關，本種菌可長期生長在這些殘幹上，以其為養分而生長長達25年以上。在維多利亞省的一個小鎮，一處桉樹林被砍伐後轉作藍莓園，本種菌即從土壤中桉樹的殘枝感染新種植的藍莓。監測本種菌的感染狀況有時需使用大型航拍技術，在一些樹林中，本種菌的感染呈間斷分布，某些區域的樹木大半被感染，而區域間則由未受感染的健康樹木分隔。除了樹林外，本種菌亦可感染沙丘、灌叢群落與石楠荒原等生態系的灌木，它可以感染的樹種眾多，但最常見者為红柳桉树、玛瑞红桉、变色桉树、鞣桉、锯叶斑克木、柳状相思與Lasiopetalum floribundum等樹種，亦有報導本種分別在阿根廷與智利感染南青岡與輻射松。

#### 控制
控制本種真菌感染的傳統方法包括完整移除被感染的樹木，煙燻感染樹木周圍的土壤，或直接向被感染的樹木注射揮發性的燻蒸劑，但這些方法的成效不彰，且產生的有毒物質可能影響其他生物，並對施用者有害。新型的生物防治方法亦是可以考慮的手段，有多篇研究顯示同時在一株桉樹殘幹上接種本種真菌與雲芝、毛韌革菌或鹿角炭角菌等其他種木材腐朽菌，均可減緩本種感染的情況。

## 外部連結
- 黄球蜜环菌在Index Fungorum中的資訊